# 1801 en science
| Années de la science : 1798 - 1799 - 1800 - 1801 - 1802 - 1803 - 1804    |
| Décennies de la science : 1770 - 1780 - 1790 - 1800 - 1810 - 1820 - 1830 |

Cet article présente les faits marquants de l'année 1801 en science.

## Événements

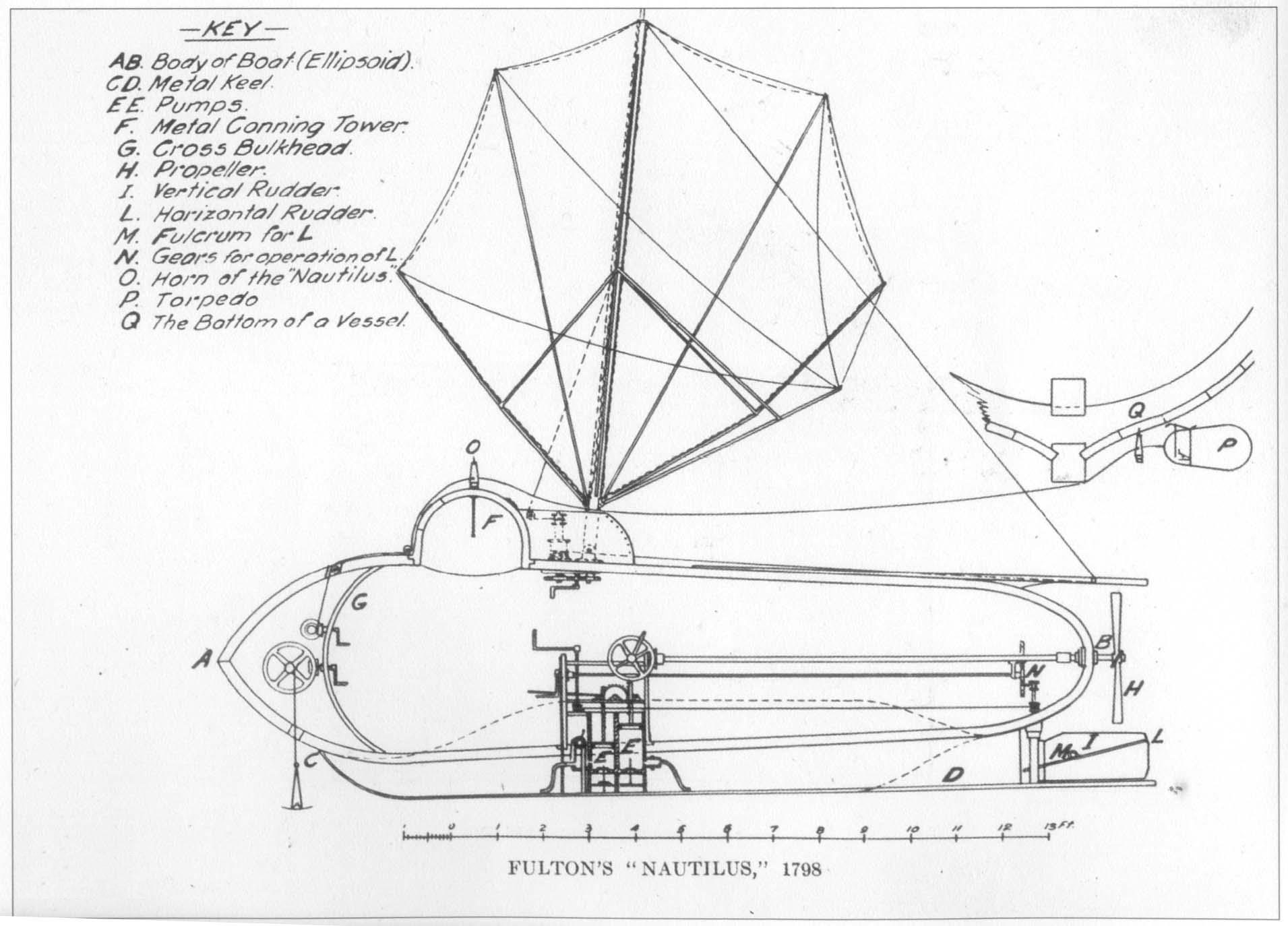
Le Nautilus de Robert Fulton (gravure du XIXe siècle)

- 1er janvier : Giuseppe Piazzi, directeur de l'observatoire de Palerme en Sicile, découvre le premier astéroïde, Cérès[1].

- 11 juillet  : Jean-Louis Pons, alors concierge de l'Observatoire de Marseille, découvre sa première comète, C/1801 N1 (Pons), avec une lunette de sa fabrication[2].
- 12 septembre : l'inventeur américain Robert Fulton fait la démonstration de son sous-marin à trois passagers le Nautilus entre Le Havre et le Cap de la Hague, une distance de 110 km franchie en cinq jours[3].

- 19-24 septembre[4] : Joseph Marie Jacquard, qui a obtenu un brevet d'invention le 23 décembre 1800, présente son métier à tisser à la seconde Exposition des produits de l'industrie française à Paris où il reçoit une médaille de bronze[5].

- 2, 16 et 30 octobre : le physicien britannique John Dalton présente ses Essais expérimentaux sur la pression des gaz, qui établissent la loi de Dalton, devant la Manchester Literary and Philosophical Society. Ses travaux sont publiés l'année suivante[6].

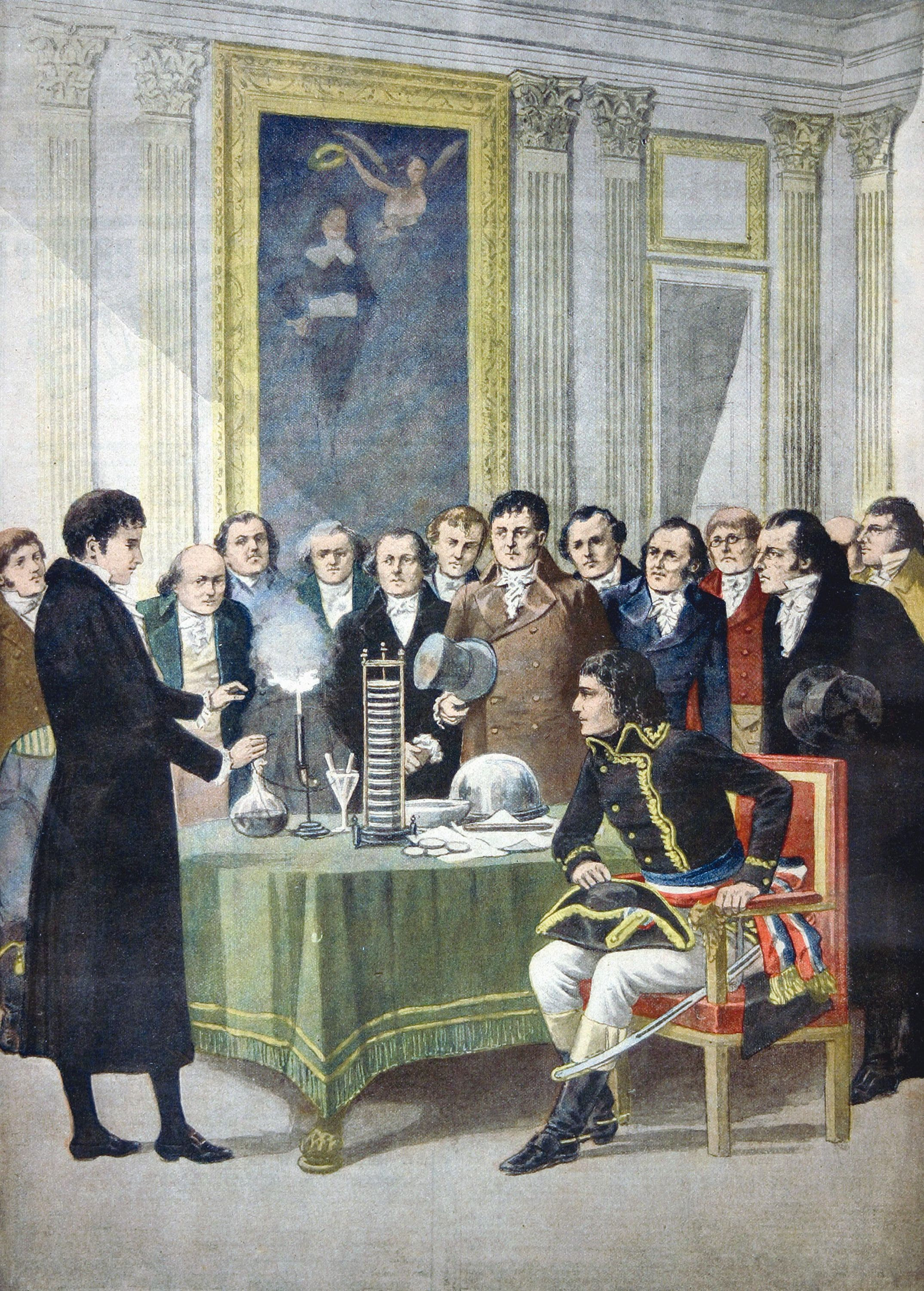
Volta présente son invention à Napoléon Bonaparte.

- 7 novembre : Alessandro Volta présente sa pile électrique à l'Institut de France devant le Premier consul Bonaparte[7].
- 26 novembre : Charles Hatchett communique à la Royal Society de Londres sa découverte du colombium, un nouvel élément, aujourd'hui appelé niobium[8].

- 10 décembre : le chimiste américain Robert Hare présente à la Chemical Society de Philadelphie son Memoir on the supply and application of the Blow-Pipe dans lequel il présente son invention, le chalumeau oxhydrique[9], qui permet de porter le métal à une température de 2 000 °C.
- 24 décembre : l'inventeur britannique Richard Trevithick présente sa première « voiture à vapeur » connue sous le nom de « Puffing Devil », un des premiers véhicules automobile pouvant transporter des passagers. Il est détruit par un incendie trois jours plus tard. De 1801 à 1804, Trevithick travaille à la mise au point de la locomotive à vapeur grâce à l’emploi par de machines à vapeur à haute pression[10].

- L'astronome allemand Johann Wilhelm Ritter découvre les ultraviolets d'après leur action chimique sur le chlorure d'argent. Il les appelle « rayons chimiques »[11].
- Le physicien britannique Thomas Young démontre la nature ondulatoire de la lumière et le principe des interférences, conforté en 1816 par Augustin Fresnel[12].
- Le général Resnier de Goué, âgé de 72 ans, réussit un vol plané de 300 mètres environ en se jetant du haut des remparts d'Angoulême[13].
- Le chimiste Andrés Manuel del Río découvre le vanadium en analysant du « plomb brun » (vanadinite) trouvé à Zimapán au Mexique et lui donne le nom d'érythronium[14].

## Publications
- Bichat : Anatomie générale.

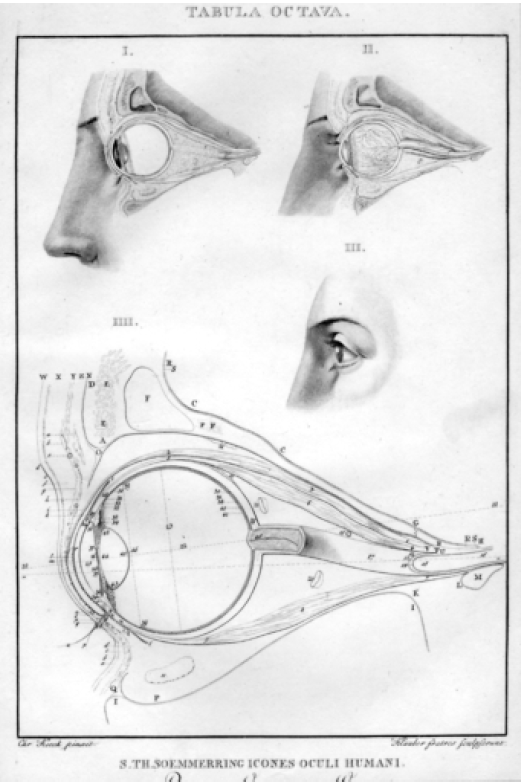
Gravure tirée du Abbildungen des menschlichen Auges de Sömmering.

- Carl Friedrich Gauss : Disquisitiones arithmeticae. Ce traité révolutionne l'arithmétique et préfigure l'algèbre au sens moderne du terme (cf polynôme cyclotomique).
- René Just Haüy : Traité de minéralogie, Paris.
- Jean-Baptiste de Lamarck : Système des animaux sans vertèbres, étude détaillée de la taxinomie des invertébrés.
- André Michaux : Histoire des chênes de l’Amérique septentrionale, Paris.
- Philippe Pinel : Traité médico-philosophique sur l'aliénation mentale ou La manie, Paris.
- William Playfair : Statistical Breviary. Il y présente le premier diagramme circulaire[15].
- Samuel Thomas von Sömmering : Abbildungen des menschlichen Auges (Figures de l’œil humain), Francfort.
- Antonio Scarpa : Saggio di osservazioni e d’esperienze sulle principali malattie degli occhi (Essai d'observations et d'expériences sur les principales maladies des yeux), Pavie.

## Prix
- Médailles de la Royal Society
  - Médaille Copley : Astley Paston Cooper

## Naissances

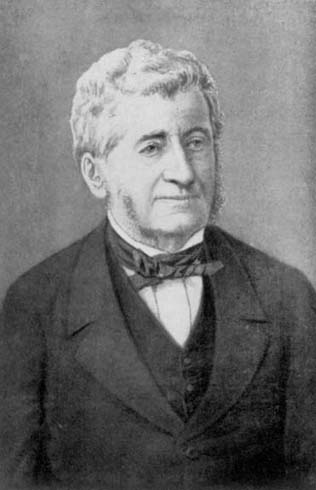
Adolphe Brongniart

- 14 janvier : Adolphe Brongniart (mort en 1876), botaniste français.
- 16 janvier : Thomas Clausen (mort en 1885), astronome et mathématicien danois.
- 15 mars : Coenraad Johannes van Houten (mort en 1887), chimiste et chocolatier néerlandais.
- 15 avril : Édouard Lartet (mort en 1871), paléontologue français.
- 19 avril : Gustav Fechner (mort en 1887), philosophe et psychologue allemand.
- 11 mai : Adrien Berbrugger (mort en 1869), archéologue et philologiste français.
- 14 juin : Peter Wilhelm Lund (mort en 1880), zoologiste et paléontologue danois.
- 16 juin : Julius Plücker (mort en 1868), mathématicien et physicien allemand.
- 17 juin : Jean Nicolas Houzeau-Muiron (mort en 1844), pharmacien et fabricant de produits chimiques français.
- 14 juillet : Johannes Peter Müller (mort en 1858), physiologiste, ichtyologiste et professeur d'anatomie comparée allemand.
- 31 juillet : George Biddell Airy (mort en 1892), mathématicien, astronome et physicien britannique.
- 8 août : Victor Jacquemont (mort en 1832), naturaliste et explorateur français.
- 20 août : Arcisse de Caumont (mort en 1873), historien et archéologue français.
- 3 septembre : Hermann von Meyer (mort en 1869), géologue et paléontologue allemand.
- 21 septembre : Moritz von Jacobi (mort en 1874), ingénieur et physicien prussien.
- 24 septembre : Mikhail Vasilevich Ostrogradsky (mort en 1862), physicien et mathématicien russe.
- 14 octobre : Joseph Plateau (mort en 1883), physicien et mathématicien belge. Il a découvert la synthèse du mouvement.
- 26 novembre : Édouard Spach (mort en 1879), botaniste français.

## Décès

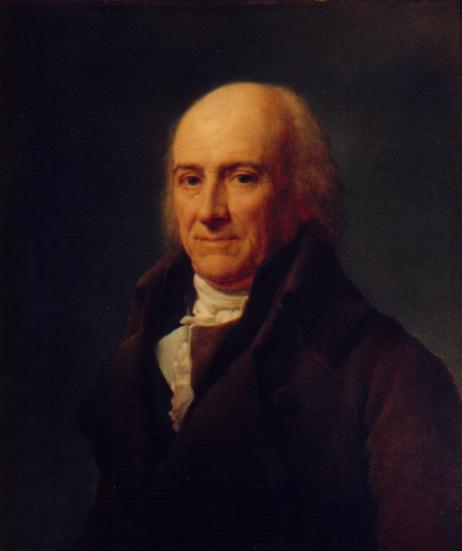
Jean d'Arcet

- 10 février : Guillaume de Saint-Jacques de Silvabelle (né en 1722), mathématicien et astronome français.
- 12 février : Jean d'Arcet (né en 1724), chimiste français.
- Avril : Jean-Nicolas Champy (né en 1776), chimiste français.
- 17 mai :  William Heberden (né en 1710), médecin anglais dont la plus importante contribution est la première description clinique de l'angine de poitrine. Il a également donné son nom a une variété de nodule rencontrée dans les ostéoarthrites, les nodules d'Heberden.

- 19 septembre : Johann Gottfried Koehler (né en 1745), astronome allemand.

- 18 novembre : Pierre Joseph de Beauchamp (né en 1752), diplomate et astronome français.
- 28 novembre : Déodat Gratet de Dolomieu (né en 1750), géologue et minéralogiste français.